# ムンドグモール族
ムンドグモール族（ムンドグモールぞく、Mundugumor）は、パプアニューギニアに住む少数民族である。昔から首狩りの風習があり、常に沼沢地の住民を襲撃してきた凶暴さで知られている。

## 居住地
ニューギニアの西部高地、セピック川の支流であるユアット川上流の肥沃な高地に住んでいる。

## 生活
沼沢地の住民とは交易関係もあり、タバコ、ビンロウジュの実、ヤシの実と交換して、鍋類や籠を手に入れている。
同族に対しても疑い深く、妻子とともに互いに離れたところに畑と家を作って暮らす。昔から家は同族の人間による襲撃に備えて、周囲に塀をめぐらせてある。
社会組織は母系中心だが、部族としては団結していない。